# Премія за прорив
Премії за прорив (англ. Breakthrough Prizes) — набір міжнародних нагород, якими щорічно нагороджуються вчені за наукові прориви в областях з «Біологічних наук», «Фундаментальної фізики» та «Математики».
- Премія за прорив у науках про життя
- Премія з фундаментальної фізики
- Премія за прорив у математиці

Нагороди були засновані подружжями філантропів Сергієм Бріном та Енн Воджіскі, Марком Цукербергом та Прісцилою Чан, Юрієм Мільнером та Юлією Мільнер, Джеком Ма та Кеті Чжан. Комісія з попередніх лауреатів обирає переможців з числа кандидатів, висунутих у процесі, що проходить онлайн і має публічний доступ.
Лауреати беруть участь у церемонії нагородження, що покликана відзначити їхні досягнення та надихнути нове покоління вчених. У рамках розкладу церемонії лауреати також беруть участь у лекціях та дискусіях. В рамках розкладу церемонії вони також беруть участь у програмі лекцій та дискусій. Ті, хто продовжує робити нові відкриття, залишаються придатними до повторного нагородження. 

## Нагорода
Нагорода створена художником Олафуром Еліассоном. Як і велика частина робіт Еліассона, скульптура досліджує спільну позицію між мистецтвом та наукою. Він формується у формі тороїда, нагадуючи природні форми, знайдені від чорних дір і галактик до черепашок і ДНК. Крім нагороди лауреати отримують по 3 мільйони доларів кожен.

## Допомога Україні
У квітні фонд Breakthrough Prize Foundation зобов'язався виділити $100 мільйонів на нову ініціативу Tech for Refugees, яка співпрацює з Airbnb, Flexport.org, Spotify, Welcome.US та Міжнародним комітетом порятунку для підтримки біженців по всьому світу, з особливим акцентом на Україну. Фонд також виділив кошти на підтримку українських науковців та $8 мільйонів на гуманітарну допомогу.